# Edward Mleczko
Edward Mleczko (ur. 15 listopada 1948 w Radłowie) – polski naukowiec, profesor nauk o kulturze fizycznej, lekkoatleta.

## Kariera lekkoatletyczna
Specjalizował się w biegach długich. Wystąpił na mistrzostwach Europy w 1971 w Helsinkach, gdzie zajął 22. miejsce w biegu na 10 000 m. W finale Pucharu Europy w 1970 w Sztokholmie zajął na tym dystansie 7. miejsce, a w finale Pucharu Europy w 1975 w Nicei – 4. miejsce.
Był trzykrotnym mistrzem Polski na 10 000 m w 1970, 1971 i 1975, wicemistrzem na 10 000 m w 1972 i w biegu przełajowym w 1970 i 1974, a także brązowym medalistą w biegu przełajowym w 1969, w 5000 m w 1973 i na 10 000 m w 1974. Jego wynik 28:27,2 z 1975 jest do tej pory rekordem mistrzostw Polski na 10 000 m.
W latach 1970–1975 dwanaście razy startował w meczach reprezentacji Polski, odnosząc 1 zwycięstwo indywidualne. Był zawodnikiem Cracovii.

## Rekordy życiowe
źródła:
- bieg na 3000 metrów – 7:58,2 s. (9 sierpnia 1975, Bydgoszcz)
- bieg na 3000 metrów (hala) – 8:11,8 s. (25 lutego 1972, Warszawa)
- bieg na 5000 metrów – 13:38,8 s. (30 czerwca 1974, Warszawa) – 14. wynik w historii polskiej lekkoatletyki[2]
- bieg na 10 000 metrów – 28:27,2 s. (27 czerwca 1975, Bydgoszcz) – 9. wynik w historii polskiej lekkoatletyki[2]

## Działalność naukowa i zawodowa
Ukończył w 1971 studia w Instytucie Filologii Polskiej Uniwersytetu Jagiellońskiego oraz w 1980 na Wydziale Wychowania Fizycznego krakowskiej Akademii Wychowania Fizycznego. Doktorat pt. Zmienność ontogenetyczna, uwarunkowania genetyczne i środowiskowe czasu reakcji prostej i koordynacji wzrokowo-ruchowej oraz ich związki z budową somatyczną i sprawnością motoryczną obronił w 1985, a habilitację uzyskał w 1992 na podstawie rozprawy Przebieg i uwarunkowania rozwoju funkcjonalnego dzieci krakowskich między 7 a 14 rokiem życia. W 2001 uzyskał tytuł naukowy profesora nauk o kulturze fizycznej.
Pracował jako nauczyciel w Technikum Gospodarki Wodnej i Budownictwa Drogowego (1972–1975, inspektor kulturalno-oświatowy w Krakowskim Przedsiębiorstwie Robót Telekomunikacyjnych (1974–1976); inspektor ds. kultury i sportu w Przedsiębiorstwie „Naftobudowa” Kraków (1975–1976); nauczyciel w Zasadniczej Samochodowej Szkole Zawodowej PKP (1978–1979).
Od 1980 pracownik naukowy AWF w Krakowie. W latach 1980–1986 asystent; 1986–1994 adiunkt; 1994–2002 profesor nadzwyczajny, od 2002 – profesor zwyczajny. W latach 1991–1994 był kierownikiem Zespołu Metodyczno-Przedmiotowego Rehabilitacyjnych Form Lekkiej Atletyki. Od 1994 do 2012 był kierownikiem Katedry Teorii i Metodyki Lekkiej Atletyki. W latach 2005–2008 prodziekan ds. studiów niestacjonarnych. Od 2008 do 2016 pełnił funkcję prorektora do spraw nauki tej uczelni. Od 2016 dyrektor Instytutu Sportu tamże.
Od 1998 związany również z Wszechnicą Świętokrzyską w Kielcach. Prowadził okresowo zajęcia także w Wyższych Szkołach Zawodowych Małopolski w Ostrowcu Świętokrzyskim, Tarnowie, Nowym Targu.
Trener kl. I AZS AWF w Krakowie i kadry Uniwersjadowej. Członek KS AZS-AWF Kraków (od 1992); International Association of Sport Kinetics(1988–2012); Polskiego Towarzystwa Naukowego Kultury Fizycznej oddziału w Krakowie (od 1980). Od 2004 członek Komitetu Rehabilitacji, Kultury Fizycznej i Integracji Społecznej Polskiej Akademii Nauk.
Posługuje się: angielskim, niemieckim, rosyjskim, łaciną, staro-cerkiewno-słowiańskim.

## Zakres badań
Zakres badań Edwarda Mleczki obejmuje takie zagadnienia jak: optymalizacja procesu szkolenia sportowego, w tym: doskonalenie systemu naboru i selekcji do wyczynowego sportu w różnych dyscyplinach sportu, doskonalenie szkolenia biegaczy na średnie i długie dystanse, prognozowanie wyników w lekkoatletycznych konkurencjach, tendencje rozwoju modelu mistrza w wybranych dyscyplinach sportu, doskonalenie metod oceny obciążeń treningowych, optymalizacja metod kształtowania zdolności wytrzymałościowych i wydolności fizycznej w treningu zdrowotnym; zmienność oraz uwarunkowania rozwoju predyspozycji i zdolności motorycznych, w tym: zmienność oraz genetyczne i środowiskowe uwarunkowanie podstawowych cech fizjologicznych i zdolności motorycznych, biologiczne uwarunkowania zjawiska wytrenowalności, rola aktywności ruchowej oraz warunków ekologicznych i społeczno-ekonomicznych w zróżnicowaniu poziomu rozwoju somatycznego, funkcjonalnego i motorycznego dzieci i młodzieży, w tym studentów.

## Wyróżnienia
- Krzyż Kawalerski Orderu Odrodzenia Polski „za wybitne zasługi w działalności na rzecz rozwoju kultury fizycznej i sportu, za osiągnięcia w pracy dydaktycznej i organizatorskiej” (2008)[6]
- Honorowy obywatel Radłowa[4]
- Medal Kalos Kagathos (2017)[7]
- Medal Komisji Edukacji Narodowej[4]
- Medal Restituta Cracovia[4]
- Odznaka Zasłużony dla Miasta Krakowa[4]
- Złota Odznaka Zasłużony dla Ziemi Krakowskiej[4]
- Nagroda Przewodniczącego Głównego Komitetu Kultury Fizycznej i Turystyki „Za szczególnie ważne i twórcze osiągnięcia” II stopnia (1986) i III stopnia (1990)[4]
- Nagroda indywidualna Prezesa Urzędu Kultury Fizycznej i Turystyki „Za osiągnięcia naukowo-badawcze” (1993)[4]
- Nagrody JM Rektora Podhalańskiej Państwowej Wyższej Szkoły Zawodowej w Nowym Targu oraz JM Rektora Wszechnicy Świętokrzyskiej[4]
- Nagroda zespołowa Prezesa Urzędu Kultury Fizycznej i Turystyki „Za osiągnięcia naukowo-dydaktyczne” (1997)[4]

## Wybrane publikacje
- J. Szopa, E. Mleczko, S. Żak, Podstawy antropomotoryki, PWN 1996
- E. Mleczko, R. Trzemielewski, Biegi na orientację, AWF Kraków 1999
- E. Mleczko (red.), Lekkoatletyka, AWF Kraków 2007